# Mordet på Tammy Alexander
Tammy Jo Alexander, född 2 november 1963, död 9 november 1979, var ett amerikanskt mordoffer som påträffades i staden Caledonia i delstaten New York den 10 november 1979. Hon hade skjutits ihjäl med två skott och lämnats i ett fält strax utanför U.S. Route 20 nära Genesee River efter att ha flytt hemifrån från sitt hem i Brooksville, Florida tidigare samma år. I mer än tre decennier förblev hon oidentifierad under namnet Caledonia Jane Doe eller "Cali Doe" fram till 26 januari 2015, då polisen i Livingston County, New York meddelade hennes identitet 35 år efter hennes död.

## Mordet
Tammy Alexander var 16 år gammal när hon mördades, även om hennes ålder inte var känd för utredarna vid den tiden. De flesta potentiella kriminaltekniska bevis tvättades bort av kraftigt regn natten hon dog, men de visste att hon hade kommit till Caledonia-området från ett avlägset, varmare område eftersom hon hade solbrända linjer på överkroppen. Framsteg inom teknik gjorde det möjligt för utredare att använda sig av snabbt förbättrade och nya kriminaltekniska tekniker för att utvärdera spårbevis som de hade samlat in och efter en framgångsrik DNA-extraktion från hennes kvarlevor 2005 och en palynologisk analys av Alexanders kläder, kunde de dra slutsatsen att hon tillbringade tid i Florida, södra Kalifornien, Arizona eller norra Mexiko före sin död. Senare analys av isotoper i hennes ben skulle ge ytterligare stöd för denna slutsats. Dessutom gjordes ett porträtt av henne baserat på en ansiktsrekonstruktion i hopp om att någon skulle känna igen hennes bild och den laddades upp till en onlinedatabas 2010.
Identifiering lyckades baserat på en kombination av faktorer; 2014 ledde en förnyad sökning efter henne av en nära vän och Alexanders halvsyster till att en ny anmälan om hennes försvinnande lämnades in till polisen i Hernando County, Florida, eftersom hon inte hade setts eller hörts från sedan slutet av 1970-talet. Konstnären av det rekonstruerade fotot, en moderator på Websleuths online-community, underrättade poliskontoret i Livingston County om en potentiell matchning mellan de två bilderna, och 2015 bekräftade en uppföljande mitokondriell DNA-analys (MtDNA) en matchning med Alexanders halvsyster baserat på DNA-resultaten från 2005.
Polisen i Livingston County fortsatte att behandla tusentals ledtrådar från allmänheten. Undersökningen lades ner 1980 och hon begravdes som "Unidentified Girl" på Greenmount Cemetery i Dansville, New York. År 1984 erkände seriemördaren Henry Lee Lucas brottet, men hans erkännande ansågs inte trovärdigt. Förövaren är fortfarande okänd.